# Peter Hochschorner

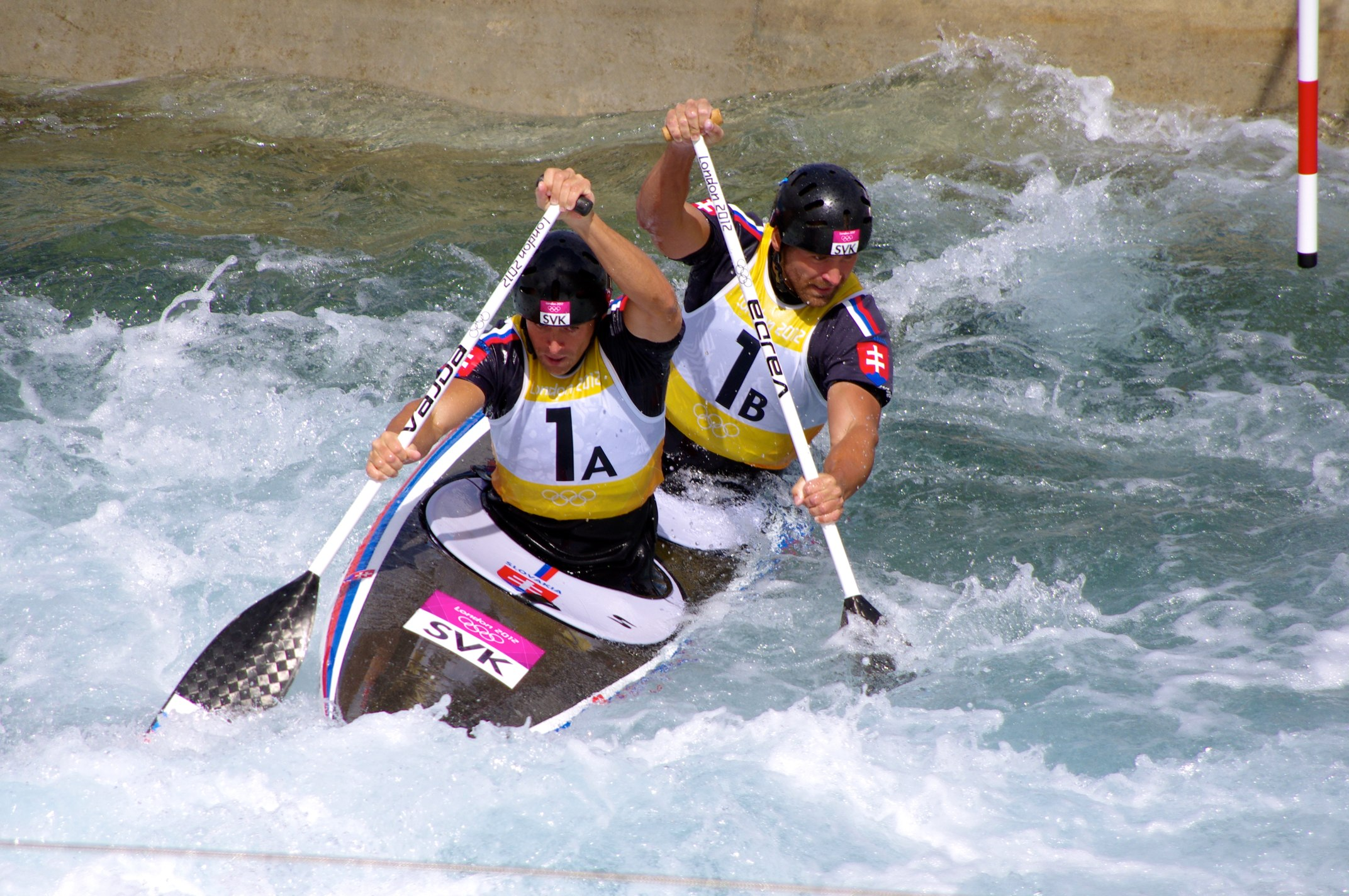
Les frères Hochschorner (Londres 2012)

Peter Hochschorner, né le 7 septembre 1979 à Bratislava, est un céiste slovaque pratiquant le slalom.
Il pratique le canoë biplace avec son frère jumeau Pavol Hochschorner.

## Palmarès

### Jeux olympiques
- Médaille d'or aux Jeux olympiques d'été de 2000 à Sydney
- Médaille d'or aux Jeux olympiques de 2004 à Athènes
- Médaille d'or aux Jeux olympiques de 2008 à Pékin en canoë biplace.
- Médaille de bronze aux Jeux olympiques de 2012 à Londres en canoë biplace

### Championnats du monde de canoë-kayak slalom
- Médaille d'argent en relais 3 × C2 en 1999 à La Seu d'Urgell,  Espagne
- Médaille d'or aux Championnats du monde 2002 à Bourg-Saint-Maurice,  France
- Médaille de bronze aux Championnats du monde 2003 à Augsbourg,  Allemagne
- Médaille de bronze en C2 et  Médaille de bronze en relais 3 × C2 en 2006 à Prague,  République tchèque
- Médaille d'or aux Championnats du monde 2007 à Foz do Iguaçu,  Brésil
- Médaille d'or en C2 et  Médaille d'or en relais 3 × C2 en 2009 à La Seu d'Urgell,  Espagne
- Médaille d'or en C2 en 2010 à Tacen,  Slovénie
- Médaille d'argent en relais 3 × C2 en 2013 à Prague,  Tchéquie

### Championnats d'Europe de canoë-kayak slalom
- Médaille d'or en C2 et  Médaille d'argent en relais 3 × C2 aux championnats d'Europe 1998, Račice
- Médaille d'or aux championnats d'Europe 2000 à Mezzana,  Italie
- Médaille d'or en C-2 et  Médaille d'or en relais 3 × C2 aux championnats d'europe 2002 à Cunovo,  Slovaquie
- Médaille d'argent aux Championnats d'Europe 2006 de L'Argentière-la-Bessée,  France
- Médaille de bronze aux Championnats d'Europe 2007 de Liptovský Mikuláš,  Slovaquie
- Médaille d'or en C-2 et  Médaille de bronze en C-2 en relais 3 × C2 en 2008 à Cracovie  Pologne
- Médaille d'or en C-2 en 2009 à Nottingham,  Royaume-Uni
- Médaille d'or en C-2 en relais 3 × C2 en 2010 à Čunovo,  Slovaquie